# فان تان بين
فان تان بين (بالفيتنامية: Phan Thanh Bình) ، من مواليد 15 أكتوبر 1986 ، لاعب كرة قدم فيتنامي.
و هو يلعب مع نادي دونغ تاب.
و هو يلعب مع منتخب فيتنام لكرة لقدم.

## كأس آسيا 2007
و قد سجل هدف في مرمى منتخب قطر لكرة القدم.

## روابط خارجية
- فان تان بين على موقع ناشيونال فوتبول تيمز (الإنجليزية)
- فان تان بين على موقع Soccerway.com (الإنجليزية)